# Parlamentswahl in Kroatien 2020
- Z-L: 7
- Restart: 41
- Reformisti: 1
- P-F: 3
- HNS: 1
- Minderheiten: 8
- MOST: 8
- HDZ: 66
- DP: 16

Die Parlamentswahl in Kroatien 2020 zum Sabor fand am 5. Juli 2020 statt. Es war die dritte Wahl seit Kroatiens Beitritt zur Europäischen Union.

## Wahlverfahren
Die 151 Mitglieder des Parlaments wurden wie folgt gewählt:
- Kroatien ist in zehn Wahlkreise eingeteilt. In jedem Wahlkreis werden 14 Sitze proportional nach dem D’Hondt-Verfahren vergeben, also insgesamt 140 Sitze. Hierbei gilt eine 5 %-Hürde.
- Drei Sitze wurden von den Auslandskroaten (11. Wahldistrikt) nach Proporz gewählt
- Acht Sitze wurden von Angehörigen nationaler Minderheiten (12. Wahldistrikt) gewählt.

## Bündnisse, Parteien und Kandidaten
| Partei/Bündnis | Partei/Bündnis                                       | Partei-/Bündnisführer | Politische Ausrichtung                   | Bemerkungen                                                                     |
| -------------- | ---------------------------------------------------- | --------------------- | ---------------------------------------- | ------------------------------------------------------------------------------- |
|                | Hrvatska demokratska zajednica (HDZ)                 | Andrej Plenković      | Christdemokratie, Konservatismus         | Im Bündnis mit HDSSB, HDS, HSLS                                                 |
|                | Restart koalicija (RK)                               | Davor Bernardić       | Sozialdemokratie, Sozialliberalismus     | Bündnis aus: SDP, HSS, GLAS, IDS, HSU, PGS, SNAGA, MDS                          |
|                | Domovinski pokret (DPMŠ)                             | Miroslav Škoro        | Nationalkonservatismus, Rechtspopulismus | Im Bündnis mit kleineren rechten Parteien: DPMŠ, HS, HKS, Hrast, BzH, ZL und SU |
|                | Most nezavisnih lista (Most)                         | Božo Petrov           | Konservatismus                           | —                                                                               |
|                | Zeleno-lijeva (Z-l)                                  | —                     | Progressivismus, Grüne Politik           | Bündnis verschiedener linker Parteien: M!, RF, NL, ORaH, Unab.                  |
|                | Pametno i Fokus (P-F)                                | —                     | Sozialliberalismus                       | Bündnis aus Pametno, Fokus, SsIP                                                |
|                | Hrvatska narodna stranka – Liberalni demokrati (HNS) | Predrag Štromar       | Linksliberalismus                        | —                                                                               |
|                | Narodna stranka – Reformisti (Reformisti)            | Radimir Čačić         | Liberalismus                             | Im Wahlkreis VI zusammen mit RK.                                                |

## Wahlergebnis

### Gesamtergebnis

Mehrheiten in den Wahlkreisen:

Mehrheiten nach Gemeinden

|                                   | Hrvatska demokratska zajednica (HDZ) - Hrvatska demokratska zajednica (HDZ) - Hrvatska socijalno-liberalna stranka (HSLS) - Hrvatska demokršćanska stranka (HDS) - Hrvatski demokratski sabor Slavonije i Baranje (HDSSB) | 621.035   | 37,26  | +1,0  | 66 62 2 1     | +5  |  |  |
|                                   | Restart koalicija (RK) - Socijaldemokratska partija Hrvatske (SDP) - Istarski demokratski sabor (IDS) - Hrvatska seljačka stranka (HSS) - Hrvatska stranka umirovljenika (HSU) - Građansko-liberalni savez (GLAS) - Damir Bajs Nezavisna lista - Primorsko-goranski savez (PGS) - Stranka narodnog i građanskog aktivizma (SNAGA) - Međimurski demokratski savez (MDS) | 414.645   | 24,87  | −11,2 | 41 33 3 2 1 0 | −10 |  |  |
|                                   | Domovinski pokret (DPMŠ) - Domovinski pokret (DPMŠ) - Hrvatski suverenisti (HS) - Hrvatska konzervativna stranka (HKS) - Blok za Hrvatsku (BzH) - Hrast - Zelena lista (ZL) - SU | 181.493   | 10,89  | neu   | 16 11 3 1 0   | neu |  |  |
|                                   | Most nezavisnih lista (Most) | 123.194   | 7,39   | −2,5  | 8             | −5  |  |  |
|                                   | Zeleno-lijeva (Z-l) - Možemo! (M!) - Radnička fronta (RF) - Nova ljevica (NL) - Zelena alternativa - ORaH (ORaH) - Unabhängiger | 116.483   | 6,99   | neu   | 7 4 1 0 1     | neu |  |  |
|                                   | Pametno i Fokus (P-F) - Pametno - Fokus - Stranka s imenom i prezimenom (SsIP) | 66.399    | 3,98   | +1,9  | 3 1           | neu |  |  |
|                                   | Hrvatska narodna stranka – Liberalni demokrati (HNS) | 21.725    | 1,30   | neu   | 1             | neu |  |  |
|                                   | Narodna stranka – Reformisti (Reformisti) | 11.425    | 1,01   | neu   | 1             | neu |  |  |
|                                   | Živi zid | 37.628    | 2,26   | −3,9  | —             | −8  |  |  |
|                                   | Sonstige | 72.941    | 4,05   | −5,5  | —             | −4  |  |  |
|                                   | Minderheiten | —         | —      | —     | 8             | ±0  |  |  |
| Gesamt                            | Gesamt | 1.666.937 | 100,00 | ±0    | 151           | ±0  |  |  |
| Gültige Stimmen                   | Gültige Stimmen | 1.666.907 | 97,68  | —     |               |     |  |  |
| Ungültige Stimmen                 | Ungültige Stimmen | 38.713    | 2,32   | —     |               |     |  |  |
| Wahlbeteiligung                   | Wahlbeteiligung | 1.705.620 | 46,90  | −5,69 |               |     |  |  |
| Quelle: Kroatische Wahlkommission | |           |        |       |               |     |  |  |

### Regionale Ergebnisse
Das Ergebnis in den einzelnen Regionen:

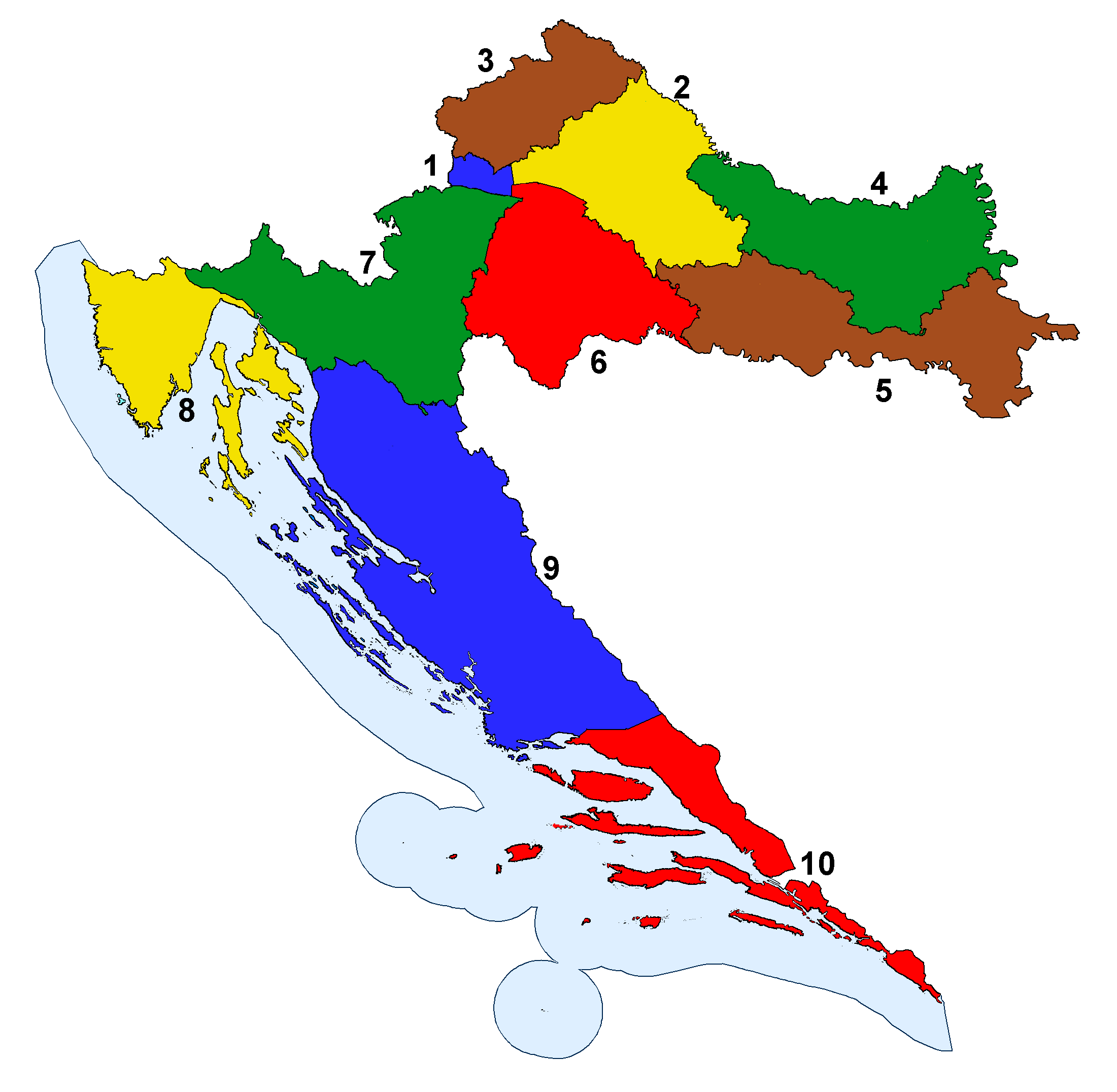
Wahldistrikte Kroatiens

| Distrikt             | Stimmen   | Sitze | HDZ               | RK           | DPMŠ         | Most        | Zeleno-lijeva | P-F        | HNS        | Reformisti | Sonstige |
| -------------------- | --------- | ----- | ----------------- | ------------ | ------------ | ----------- | ------------- | ---------- | ---------- | ---------- | -------- |
| I                    | 173.718   | 14    | 28,32 % (5 Sitze) | 22,27 % (3)  | 8,97 % (1)   | 8,13 % (1)  | 21,12 % (3)   | 6,34 % (1) | 0,19 % (0) | 0,17 % (0) | 4,49 %   |
| II                   | 169.252   | 14    | 34,29 % (6)       | 24,58 % (4)  | 13,50 % (2)  | 7,91 % (1)  | 5,54 % (1)    | 3,52 % (0) | 0,56 % (0) | —          | 10,10 %  |
| III                  | 152.774   | 14    | 29,48 % (5)       | 37,67 % (6)  | 6,23 % (1)   | 2,77 % (0)  | 3,35 % (0)    | 3,69 % (0) | 5,78 % (1) | 5,46 % (1) | 5,57 %   |
| IV                   | 138.993   | 14    | 44,03 % (8)       | 20,48 % (3)  | 16,56 % (3)  | 4,82 % (0)  | 2,17 % (0)    | 2,13 % (0) | 4,62 % (0) | —          | 5,19 %   |
| V                    | 140.832   | 14    | 47,81 % (8)       | 19,22 % (3)  | 19,79 % (3)  | 5,78 % (0)  | 1,48 % (0)    | 1,63 % (0) | 0,40 % (0) | 0,38 % (0) | 3,51 %   |
| VI                   | 146.766   | 14    | 37,86 % (6)       | 24,23 % (4)  | 11,03 % (2)  | 6,99 % (1)  | 9,48 % (1)    | 3,69 % (0) | 0,53 % (0) | —          | 6,19 %   |
| VII                  | 190.471   | 14    | 35,91 % (6)       | 24,52 % (4)  | 9,49 % (1)   | 6,82 % (1)  | 10,47 % (1)   | 6,41 % (1) | 0,44 % (0) | 0,29 % (0) | 5,65 %   |
| VIII                 | 154.452   | 14    | 22,50 % (4)       | 44,53 % (8)  | 4,68 % (0)   | 5,82 % (1)  | 8,49 % (1)    | 3,62 % (0) | 0,46 % (0) | 0,24 % (0) | 9,66 %   |
| IX                   | 179.242   | 14    | 47,46 % (8)       | 17,19 % (3)  | 11,91 % (2)  | 10,05 % (1) | 2,44 % (0)    | 2,65 % (0) | 0,43 % (0) | 0,29 % (0) | 7,58 %   |
| X                    | 191.997   | 14    | 40,86 % (7)       | 20,46 % (3)  | 10,28 % (1)  | 12,05 % (2) | 4,29 % (0)    | 5,39 % (1) | 0,77 % (0) | 0,15 % (0) | 5,75 %   |
| Auslandskroaten (XI) | 28.410    | 3     | 63,02 % (3)       | —            | —            | 11,05 % (0) | 1,82 % (0)    | 0,45 % (0) | —          | 0,35 % (0) | 23,31 %  |
| Minderheiten (XII)   |           | 8     | —                 | —            | —            | —           | —             | —          | —          | —          | —        |
| Kroatien (gesamt)    | 1.666.907 | 151   | 37,26 % (66)      | 24,87 % (41) | 10,89 % (16) | 7,39 % (8)  | 6,99 % (7)    | 3,98 % (3) | 1,30 % (1) | 1,01 % (1) | 6,31 %   |

## Regierungsbildung
Der amtierende Ministerpräsident Plenković teilte am 6. Juli 2020 mit, dass er die Unterstützung der linksliberalen HNS und Reformisti (je einen Abgeordneten) sowie die acht Vertreter der Minderheiten für eine Regierungsbildung habe. Mit den 66 HDZ-Mandaten hätte diese Regierung mit 76 von 151 Sitzen die kleinstmöglichste Mehrheit. Am 23. Juli 2020 wurde Plenkovićs neues Kabinett vereidigt, das aus 16 Ministern der HDZ, einem parteilosen Minister und einem Minister aus Reihen der SDSS besteht.